# 1998–1999-es angol labdarúgó-bajnokság (első osztály)
Az angol labdarúgó-bajnokság első osztályának 1998–1999-es kiírása volt a Premier League hetedik szezonja. A Manchester United nyerte a bajnoki címet története során tizenkettedik alkalommal. Az Arsenal végzett a második, a Chelsea pedig a harmadik helyen.

## Feljutó csapatok
A Nottingham Forest 94 pontot gyűjtve bajnokként jutott fel a másodosztályból, mögöttük a Middlesbrough lett a második. A Charlton Athletic a rájátszásban vívta ki a feljutást.

## Kieső csapatok
A szezon végén a Nottingham Forest végzett az utolsó helyen, miután mindössze három hazai meccsét tudta megnyerni. Összesen hét alkalommal diadalmaskodott a csapat. A Blackburn Rovers végzett a 19. helyen. A harmadik kieső a Charlton Athletic lett.

## Végeredmény
| #  | Csapat              | Mérk. | Gy | D  | V  | Rg | Kg | Gk  | Pont | Megjegyzés                                         |
| -- | ------------------- | ----- | -- | -- | -- | -- | -- | --- | ---- | -------------------------------------------------- |
| 1  | Manchester United   | 38    | 22 | 13 | 3  | 80 | 37 | +43 | 79   | Bajnokok Ligája csoportkör                         |
| 2  | Arsenal             | 38    | 22 | 12 | 4  | 59 | 17 | +42 | 78   | Bajnokok Ligája csoportkör                         |
| 3  | Chelsea             | 38    | 20 | 15 | 3  | 57 | 30 | +27 | 75   | Bajnokok Ligája harmadik selejtezőkör              |
| 4  | Leeds United        | 38    | 18 | 13 | 7  | 62 | 34 | +28 | 67   | UEFA-kupa első kör                                 |
| 5  | West Ham United     | 38    | 16 | 9  | 13 | 46 | 53 | −7  | 57   | UEFA Intertotó-kupa harmadik kör                   |
| 6  | Aston Villa         | 38    | 15 | 10 | 13 | 51 | 46 | +5  | 55   |                                                    |
| 7  | Liverpool           | 38    | 15 | 9  | 14 | 68 | 49 | +19 | 54   |                                                    |
| 8  | Derby County        | 38    | 13 | 13 | 12 | 40 | 45 | −5  | 52   |                                                    |
| 9  | Middlesbrough       | 38    | 12 | 15 | 11 | 48 | 54 | −6  | 51   |                                                    |
| 10 | Leicester City      | 38    | 12 | 13 | 13 | 40 | 46 | −6  | 49   |                                                    |
| 11 | Tottenham Hotspur   | 38    | 11 | 14 | 13 | 47 | 50 | −3  | 47   | UEFA-kupa első kör                                 |
| 12 | Sheffield Wednesday | 38    | 13 | 7  | 18 | 41 | 42 | −1  | 46   |                                                    |
| 13 | Newcastle United    | 38    | 11 | 13 | 14 | 48 | 54 | −6  | 46   | UEFA-kupa első kör                                 |
| 14 | Everton             | 38    | 11 | 10 | 17 | 42 | 47 | −5  | 43   |                                                    |
| 15 | Coventry City       | 38    | 11 | 9  | 18 | 39 | 51 | −12 | 42   |                                                    |
| 16 | Wimbledon           | 38    | 10 | 12 | 16 | 40 | 63 | −23 | 42   |                                                    |
| 17 | Southampton         | 38    | 11 | 8  | 19 | 37 | 64 | −27 | 41   |                                                    |
| 18 | Charlton Athletic   | 38    | 8  | 12 | 18 | 41 | 56 | −15 | 36   | Kiesés 1999–2000-es angol labdarúgó-másodosztályba |
| 19 | Blackburn Rovers    | 38    | 7  | 14 | 17 | 38 | 52 | −14 | 35   | Kiesés 1999–2000-es angol labdarúgó-másodosztályba |
| 20 | Nottingham Forest   | 38    | 7  | 9  | 22 | 35 | 69 | −34 | 30   | Kiesés 1999–2000-es angol labdarúgó-másodosztályba |

# = Lejátszott mérkőzések; GY = Megnyert mérkőzés; D = Döntetlen mérkőzés; V = Elvesztett mérkőzés; RG = Rúgott gólok; KG = Kapott gólok; GK = Gól különbség; P = Pontok

## Góllövőlista
| Helyezés | Játékos                 | Csapat            | Gólok |
| -------- | ----------------------- | ----------------- | ----- |
| 1        | Jimmy Floyd Hasselbaink | Leeds United      | 18    |
| 1        | Michael Owen            | Liverpool         | 18    |
| 1        | Dwight Yorke            | Manchester United | 18    |
| 4        | Nicolas Anelka          | Arsenal           | 17    |
| 4        | Andrew Cole             | Manchester United | 17    |
| 6        | Hamilton Ricard         | Middlesbrough     | 15    |
| 7        | Dion Dublin             | Aston Villa       | 14    |
| 7        | Robbie Fowler           | Liverpool         | 14    |
| 7        | Julian Joachim          | Aston Villa       | 14    |
| 7        | Alan Shearer            | Newcastle United  | 14    |

## Egyéni díjak

### Havi díjak
| Hónap      | A hónap menedzsere                  | A hónap játékosa                 |
| ---------- | ----------------------------------- | -------------------------------- |
| Augusztus  | Alan Curbishley (Charlton Athletic) | Michael Owen (Liverpool)         |
| Szeptember | John Gregory (Aston Villa)          | Alan Shearer (Newcastle United)  |
| Október    | Martin O’Neill (Leicester City)     | Roy Keane (Manchester United)    |
| November   | Harry Redknapp (West Ham United)    | Dion Dublin (Aston Villa)        |
| December   | David Ginola (Tottenham Hotspur)    | Paul Scholes (Manchester United) |
| Január     | Alex Ferguson (Manchester United)   | Dwight Yorke (Manchester United) |
| Február    | Alan Curbishley (Charlton Athletic) | Nicolas Anelka (Arsenal)         |